# Прислуга

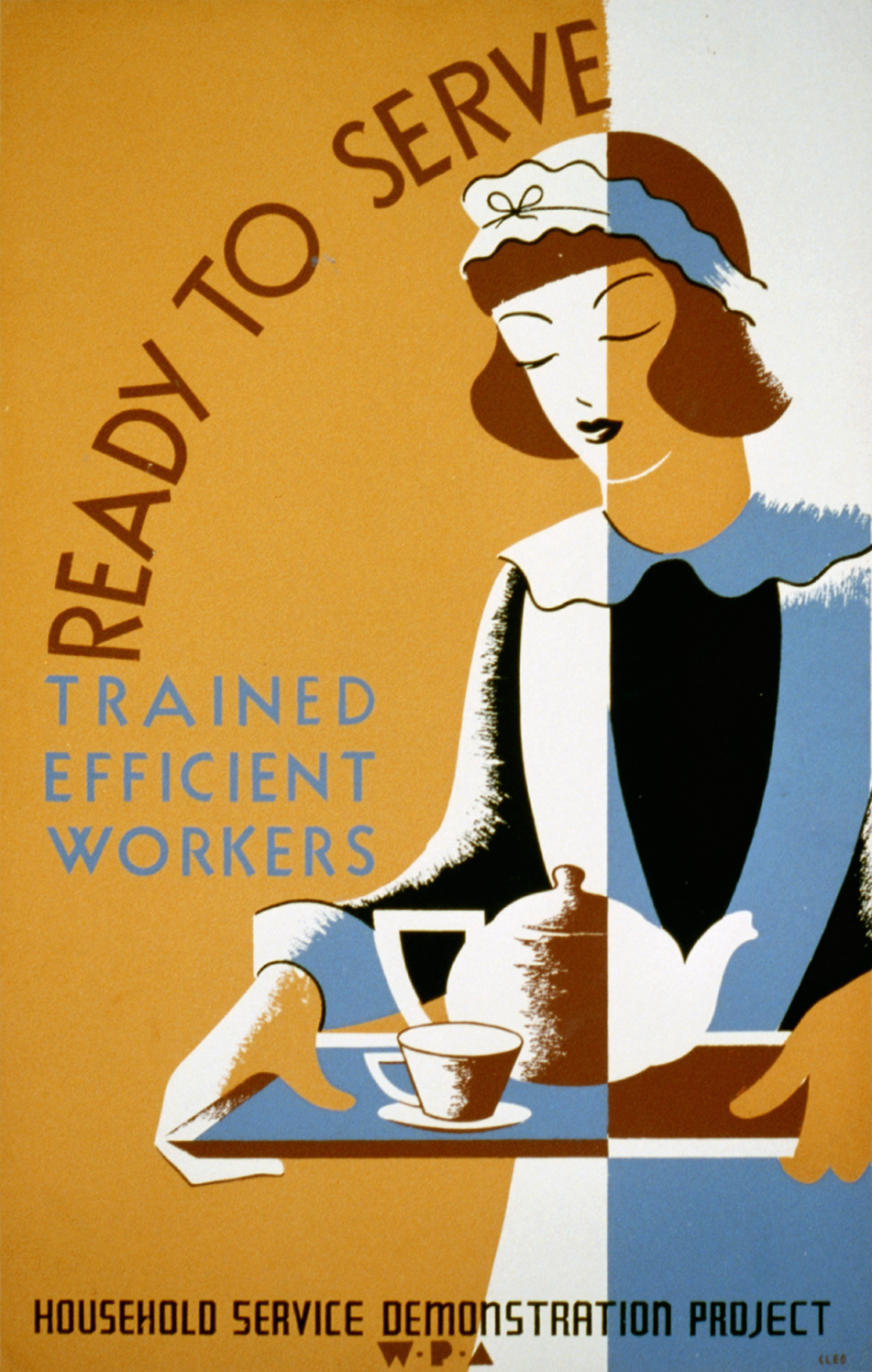
Плакат с изображением американской горничной в униформе.

Дома́шняя прислу́га (слу́ги, дво́рня, дворо́вый, прислу́жник, служи́тель, слу́жка, челяди́нец, че́лядь) — те, кто выполняют различные работы по дому, и, обычно, живут в доме работодателя.
В Толковом словаре живого великорусского языка Владимира Даля сказано что Прислу́живанье ср. дл. прислуже́нье окнч. прислу́га, прислу́жка ж. об. дейст. по знч. гл. || Прислуга, слуги в доме, дворня, люди, для домашних работ и услуг. Прислуга представляет часть рабочего класса, за плату выполняющую работы по домашнему хозяйству своих нанимателей или занятую в предприятиях, стремящихся заменить домашнее хозяйство и поглотить основные его функции. В больших домах может быть большое количество прислуги, которая выполняет различные работы, часто образуя внутреннюю иерархию.

## История

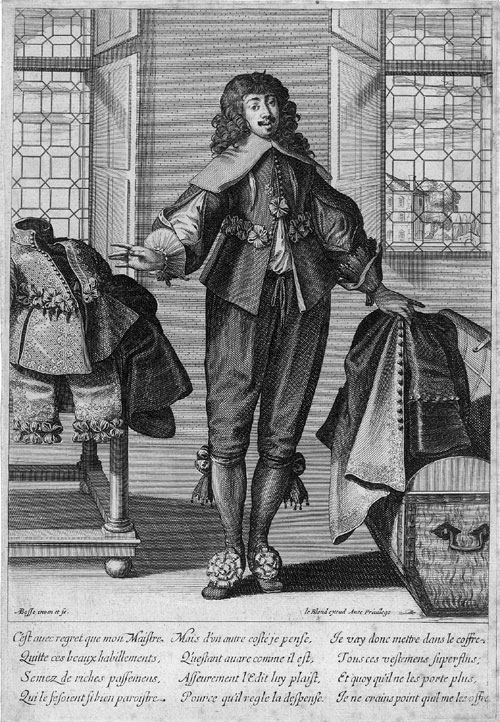
Камердинер
(Абрахам Босс, XVII век)

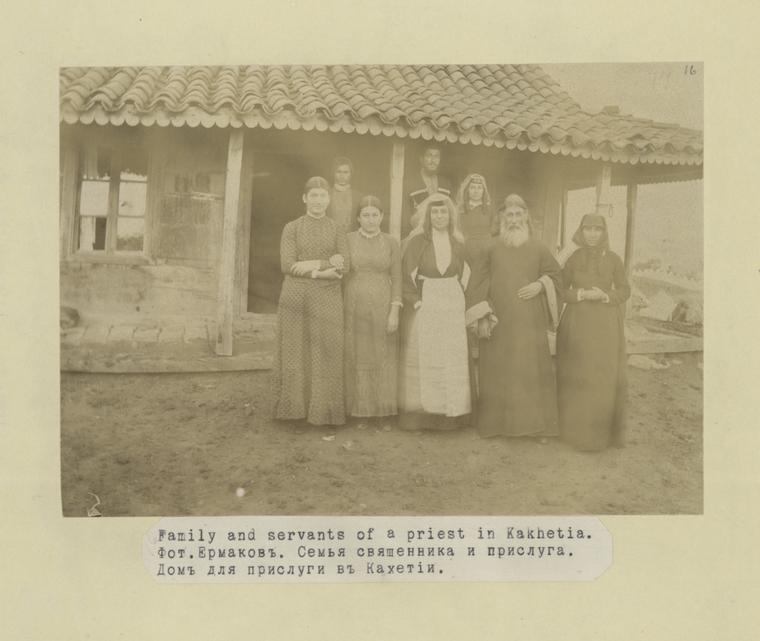
Прислуга в доме кахетинского священника

При рабовладельческом строе и феодализме в качестве домашней прислуги, как правило, использовались рабы и крепостные соответственно. «Слуги, со всяким страхом повинуйтесь господам не только добрым и кротким, но и суровым» (1Петр. 2:18).
Затем прислуга стала наёмной, то есть она получает за свою работу определённую плату и имеет право при желании оставить свою работу и сменить место жительства. Тем не менее, в законодательстве многих государств долго оставались пережитки крепостничества в отношении прислуги.
По оценкам Международной организации труда (МОТ), основанным на национальных исследованиях и/или переписях населения 232 стран и территорий, в 2015 году количество домашних работников составляет около 67,1 миллиона человек. Но сама МОТ заявляет, что по мнению экспертов «из-за того факта, что этот вид работы часто является скрытым и незарегистрированным, общее количество домашних работников может достигать 100 миллионов». МОТ также заявляет, что 83 % домашних работников — женщины, и многие из них — рабочие-мигранты.

### Германия
В германских партикулярных законодательствах и остзейском праве до начала XX века в отношении прислуги действовали нормы так называемого семейно-правового характера. Этот «семейно-правовой характер» выражался в требовании особой почтительности прислуги к хозяевам и отсутствии права претензии с её стороны за грубые выражения со стороны хозяев: «Слуга обязан господину почтением, верностью, скромностью и послушанием и должен посвящать все своё время и всю деятельность на его пользу и благо; обязан безропотно подчиняться домашнему, установленному господином порядку и не может без его дозволения отлучаться от дома; оказавшийся при работе непослушным и не знающим своего дела должен терпеливо переносить делаемые ему словесные выговоры и не имеет права искать об обиде, если бы даже господином были употреблены при сем жёсткие выражения» (ст. 4200—4203 остзейского гражданского права, аналогичный прусским и другим германским Gesindeordnungen «порядки для прислуги»). На хозяев возлагались зато заботы о содержании и лечении прислуги.
В старом прусском праве существовали принудительные меры к исполнению прислугой своих обязанностей, к неуходу до срока и так далее. Затем они были заменены денежными пенями в размере месячного содержания (4225 остзейск.; здесь сохранено и право хозяина принудить дожить срок, но без санкции).

### Великобритания
В Англии в Средние века в домашнем хозяйстве обычно работали мужчины. Женская прислуга была представлена нянями, прачками и женами мужчин, служивших в доме, которые прислуживали женам и дочерям владельцев замков.
К XVII веку возможность держать прислугу появилась у разбогатевших купцов, чиновников и мастеровых. На работу стали чаще нанимать женщин, в частности из-за более низкой оплаты труда. Эту тенденцию усилили налоги на прислугу мужского пола, введенные в 1777 году из-за войны за независимость в американских колониях.
В XIX веке число занятых в сфере домашнего хозяйства значительно выросло. Промышленная революция привела к ещё большему росту среднего класса в XIX веке, а следовательно к увеличению числа работодателей. Плюс развитие промышленности привело к тому, что женщины, зарабатывавшие на жизнь надомным трудом, были вынуждены искать другие способы заработка, одним из которых была работа в сфере домашнего обслуживания. К началу XX века в Великобритании более трети всех женщин работали в домашних хозяйствах, превосходя количество мужчин, работавших в этой сфере, в 32 раза.
Количество прислуги существенно сократилось после Первой мировой войны. Среди причин: повышение законодательного минимума зарплаты домашнему персоналу и улучшение качества соцзащиты для рабочих.
После Второй мировой войны английские крупные домохозяйства со штатом в 40-50 человек практически исчезли. Произошло это по ряду причин: падения уровня благосостояния работодателей; повышения уровня образования; война — немногие работники вернулись на службу к своим работодателям.

### Россия
На Руси (в России) че́лядь, чадь ж. собир. (от чадо?) домочадцы, слуги, прислуга, работники, дворовые люди. Также челядью могли быть родственники или друзья хозяина, которые не имели дома и денег и жили за его счёт. Крепостные, исполнявшие обязанности домашней прислуги, назывались дворовыми людьми.
Также в разных краях (странах) России назывались Челяди́н, челядинец, челя́дник м. домочадец, слуга, работник; челяди́нка, челя́дница, челя́дка ж. то же. Челя́дник, вор. тмб. сар. и на конец XIX столетия работник, батрак, казак, наймит, слуга. По разъяснениям сената, под домашней прислугой разумелись лица, исполняющие обязанности по домашнему хозяйству и по личному услужению хозяину и его семье, состоящие на посылках от купца или его конторы, хотя бы состоящие и в родстве с хозяином или его женой. 
После отмены крепостного права в 1861 году вся прислуга в России (около 1400 тыс. человек) стала вольнонаемной. Крестьяне, будучи часто не в состоянии прокормиться в деревне, отправились на заработки в города, многие из них (особенно девушки) стали домашней прислугой.
В годы НЭПа стало возможным официально нанимать домашних работниц, образовавших к тому времени профессиональные союзы и обладавшие трудовыми книжками. Понятие «прислуга» практически вышло из употребления, будучи замененным «домработница».
К 1930-м годам, в Москве, Ленинграде и других крупных городах, домашних работниц, выполнявших роль горничных и кухарок, имели возможность держать профессура, служащие высшего звена и большая категория интеллигенции, проживавшие в отдельных квартирах. Отношения с хозяином дома строились согласно трудовому законодательству.
Часто домашние работницы были «приходящими», то есть они не жили в доме или квартире работодателя, а приходили сюда каждый или в оговоренные дни. Несмотря на это, многие проекты домов, построенных в довоенные и первые послевоенные годы, имели примыкающий к кухне небольшой закуток, часто с дополнительным окном, где имелась возможность вполне комфортно разместиться и проживать одному человеку.
Понятие «прислуга» стало вновь актуальным в 90-годы XX века в странах бывшего Союза ССР.

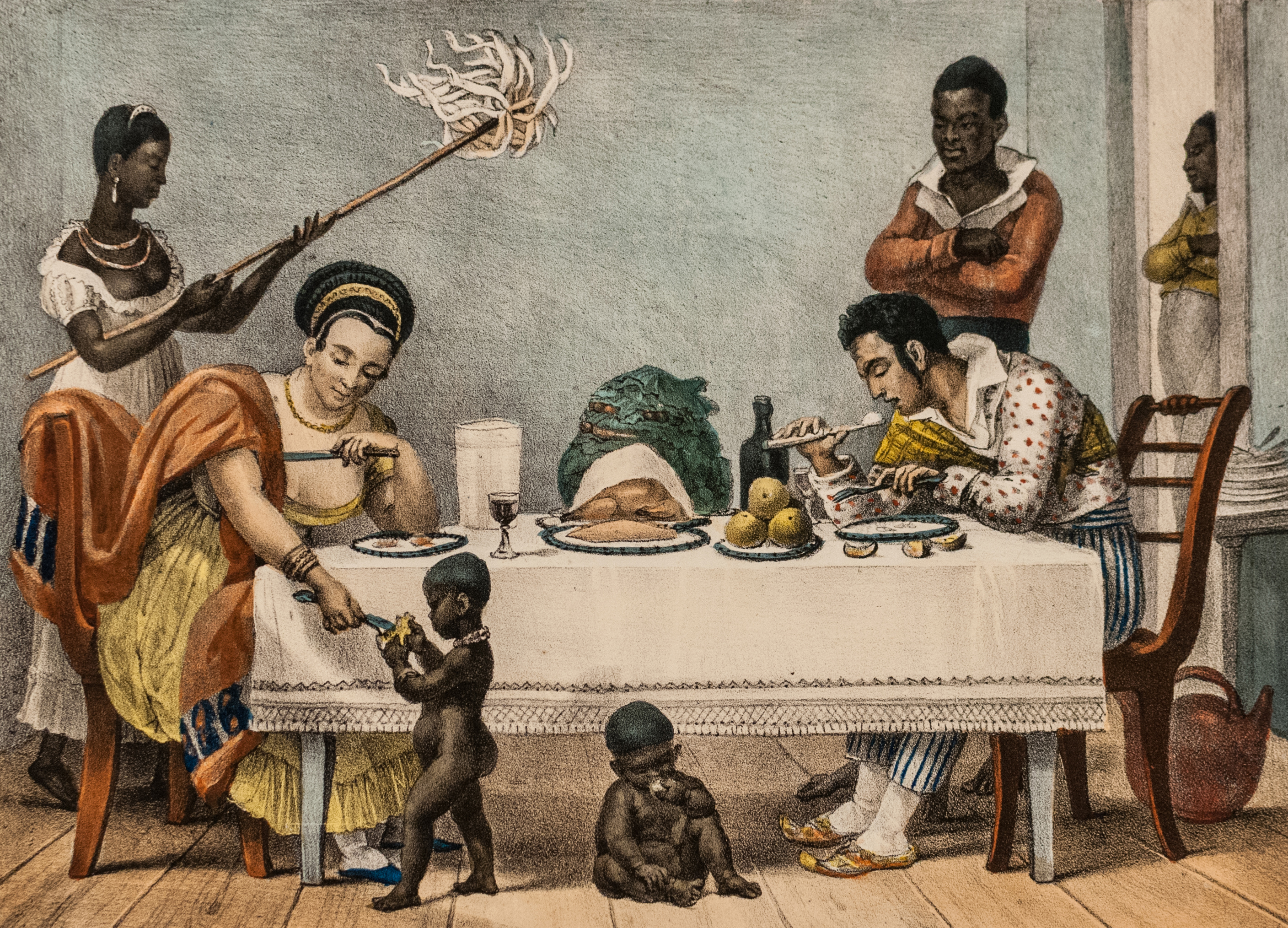
Ужин в Бразилии, Жан-Батист Дебрет, 1827

### Бразилия
Как до, так и после отмены рабства в Бразилии домашняя прислуга продолжает оставаться значимым социально-экономическим фактором жизни этой латиноамериканской страны, что нашло отражение в искусстве, литературе, кино. По состоянию на 2018 год до 7 миллионов человек, преимущественно женщин, продолжали трудиться в данном секторе. По этому показателю Бразилия по-прежнему занимает первое место в мире, хотя улучшение ситуации со школьным образованием и введение расовых квот в университетах способствовали падению доли молодых женщин, ищущих работу в надомном секторе: доля соискательниц подобных вакансий среди девушек до 29 лет упала с 51,5 % в 1995 до 16 % в 2015.

## Современность

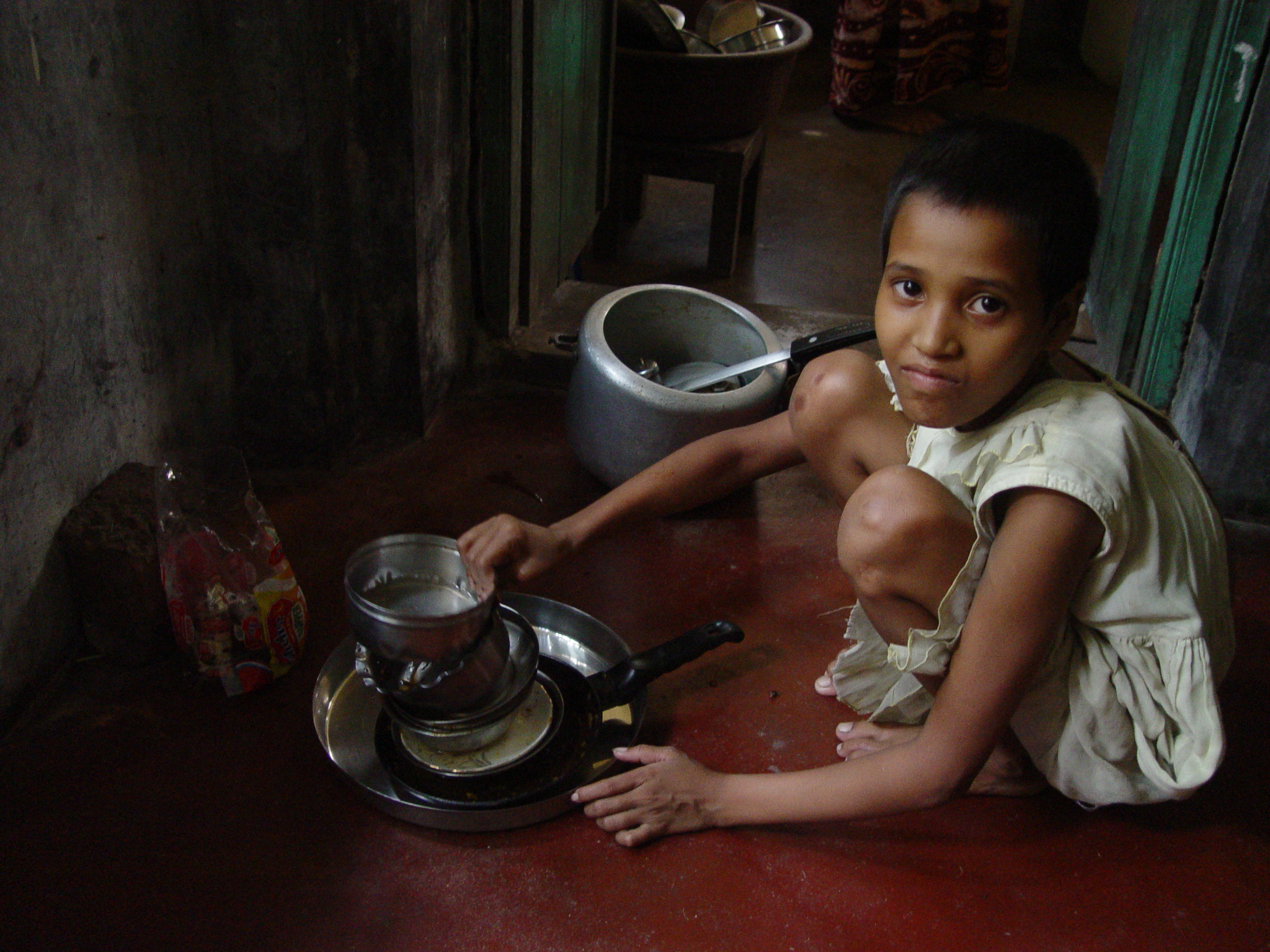
Девочка-домработница в Индии, 2004 год

В настоящее время в качестве домашней прислуги в более богатых странах обычно работают мигранты из более бедных стран. Это обычно женщины и даже девочки (примерно 95 процентов всех женщин-мигрантов в мире работают за границей именно в качестве домашней прислуги). Нередко они сталкиваются с тем, что работодатели изымают у них паспорта, запрещают им свободное передвижение за пределами дома. У них часто ненормированный и чрезмерно продолжительный рабочий день и недостаточное число выходных, низкая и нерегулярная зарплата, которую иногда вообще не выплачивают, антисанитарные и унижающие достоинство условия жизни. У них обычно нет социального обеспечения. Нередко они подвергаются психологическому, физическому и сексуальному насилию, сексуальным домогательствам. В чужой стране, без документов и без знания языка, они оказываются фактически лишены всякой правовой защиты.

## Виды прислуги
Виды прислуги:
- горничная
- няня
- повар
- швейцар
- официант
- личный водитель (шофёр)
- домработница
- дворецкий
- служка — слуга при храме, в монастыре или у священнослужителей высоких степеней посвящения (архиереев и т. п.)[14]. Служка при синагоге — шамес

Устаревшие термины
- батрак
- дворник
- денщик
- казачок
- камердинер (от нем. Kammerdiener) — комнатный слуга при господине в богатом дворянском доме
- камеристка
- кельнер
- конюх (грум)
- ключница
- кучер
- лакей
- мамка
- мажордом
- половой
- привратник
- челядь
- экономка

Гувернантки (бонны) и компаньонки не считались прислугой, но их положение нередко приближалось к положению прислуги.